# Sousceyrac-en-Quercy
Sousceyrac-en-Quercy é uma comuna francesa na região administrativa da Occitânia, no departamento de Lot. Estende-se por uma área de 140.3 km², e possui 1.341 habitantes, segundo o censo de 2018, com uma densidade de 9.6 hab/km².
Foi criada, em 1 de janeiro de 2016, a partir da fusão das antigas comunas de Sousceyrac, Calviac, Comiac, Lacam-d'Ourcet e Lamativie.